# 艾金·史葛
艾金·韋恩·拜倫·史葛（1983年9月3日—）為牙買加男子籃球運動員，司職控球後衛。

## 球員生涯
史葛生於美國紐約哈莱姆，在2006/07賽季於芬蘭籃球聯賽球隊新考蓬基鯊魚開始其職業籃球員生涯，其後他在2007/08賽季代表萬塔袋狼參與國內的頂級聯賽，但是他在2008/09賽季轉會到艾斯波洪卡，並且在賽季結束時協助球隊奪得聯賽冠軍，到2009/10賽季期間，他加盟拉脫維亞籃球聯賽球隊文次匹爾斯，但他加盟後只為球隊上陣三場賽事，其後他在2010年1月轉會到拉彭蘭塔基督教青年會。
他在2017年10月以外援身份與東南亞職業籃球聯賽球隊西貢熱火簽約，更在3月24日對新加坡騰飛之獅的賽後成功累積498分，並且以1分之差打破香港東方球員馬吉斯·艾利諾的在2016/17球季的紀錄，成為在ABL歷史上單季得分最多的球員。

## 國際賽生涯
史葛在2010年開始代表牙買加國家籃球隊參與國際賽事。

## 外部連結
- 阿基姆·斯科特在fiba.basketball（英语）
- 阿基姆·斯科特在archive.fiba.com（archived）（英语）
- 阿基姆·斯科特在歐洲籃球聯賽（英语）
- 阿基姆·斯科特在Basketball-Reference.com（NBA G聯盟）（英语）
- 阿基姆·斯科特在Basketball-Reference.com（國際）（英语）
- 阿基姆·斯科特在Sports-Reference.com（NCAA）（英语）
- 阿基姆·斯科特在Eurobasket.com（球員）（英语）
- 阿基姆·斯科特在RealGM（英语）
- 阿基姆·斯科特在Proballers（英语）
- 阿基姆·斯科特在Flashscore（英语）